# Biwali Bayles
Biwali Bayles (Brisbane, 15 febbraio 2002) è un cestista australiano.

## Carriera

### Nazionale
Nel 2021 ha partecipato, con la nazionale Under-19 australiana, al Mondiale di categoria.

## Palmarès
- Campionato australiano: 2

Sydney Kings: 2021-2022, 2022-2023